# توماس ففر
توماس ففر (آلمانی: Thomas Pfeffer؛ زادهٔ ۱۵ سپتامبر ۱۹۵۷) تیرانداز اهل آلمان بود.